# 듀걸드 스튜어트

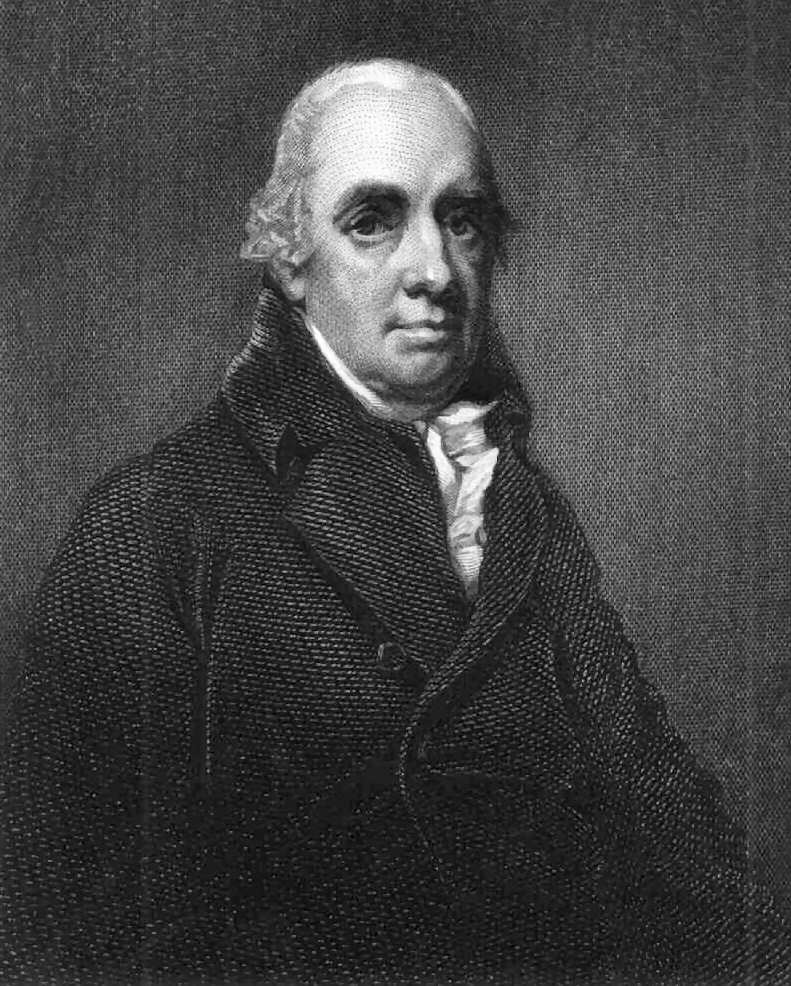
듀갈드 스튜어트 초상화

듀걸드 스튜어트(영어: Dugald Stewart, 1753년 11월 21일 ~ 1828년 6월 11일 )는 스코틀랜드의 철학자이며 수학자이다. 스코틀랜드 계몽주의의 대중화에 역할을 하였고, 에든버러 대학교에서 강사로 학생들에게 많은 영향을 끼쳤다. 19세기 초까지 많은 제자 양성을 하였고, 많은 영향을 미쳤으나 19세기 후반에는 토머스 리드의 명성에 밀려서 리드의 후계자로 알려지게 되었다.
그는 조너선 에드워즈를 '미국이 배출한 유일의 훌륭한 신학자'라고 평가했다.
1. ↑  Fisher, George P. (1879). “The Philosophy of Jonathan Edwards”. 《The North American Review》 128 (268): 284–303. ISSN 0029-2397.